# Нохріна Євгенія Олександрівна
Євгенія Олександрівна Нохріна (рос. Евгения Нохрина; нар. 3 липня 1991, Нижній Новгород, Росія) — російська акторка кіно та театру.

## Життєпис
Народилася Євгенія Нохріна 3 липня 1991 року в Нижньому Новгороді. 
У 2013 році закінчила Всеросійський державний інститут кінематографії (курс Володимира Меньшова). 
Акторка Московського Губернського театру.

## Театральні праці
Московський Губернський драматичний театр
- Наталі Гончарова — «Пушкін», (реж. Сергій Безруков);
- Попелюшка — «Попелюшка» (2013-2014);
- Білосніжка — «Білосніжка і сім гномів» за мотивами казки братів Грімм (реж. Віра Анненкова);
- Красива жінка — «Перше друге пришестя» (2014, реж. Сергій Пускепаліс).

## Фільмографія
- 2014 — «Купрін. Яма» — Лена
- 2014 — «На крилах» — Маша, головна роль
- 2014 — «Надія» — Надя Крилова, головна роль, В титрах — Євгенія Мироненко
- 2015 — «Під знаком місяця» — Лариса Меркур'єва, головна роль
- 2015 — «Холодна страва» — Женя, головна роль
- 2015 — «Тимчасово недоступний» — Жанна, дівчина В'ячеслава, модель
- 2015 — «Петля Нестерова» — Люда, медсестра
- 2015 — «Квітка папороті» — Тоня Чистова, головна роль
- 2016 — «Вийти заміж за Пушкіна» — Аня, наречена Олександра, співробітниця музею
- 2016 — «Колиска» — короткометражний
- 2016 — «Підсадна качка» — Кіра, головна роль
- 2019 — «Як довго я на тебе чекала» — Жанна (головна роль)
- 2020 — Не відпускай